# Pontalinda (kommun)
Pontalinda är en kommun i Brasilien.   Den ligger i delstaten São Paulo, i den södra delen av landet, 600 km sydväst om huvudstaden Brasília. Antalet invånare är 4 074.
Följande samhällen finns i Pontalinda:
- Pontalinda

Omgivningarna runt Pontalinda är en mosaik av jordbruksmark och naturlig växtlighet. Runt Pontalinda är det glesbefolkat, med 12 invånare per kvadratkilometer.